# Фторид тантала(V)
Фторид тантала(V) — неорганическое соединение, соль металла тантала и фтористоводородной кислоты с формулой TaF5, бесцветные кристаллы, реагирует с водой.

## Получение
- Действие фтора на тантал или оксид тантала(V):

{\displaystyle {\mathsf {2Ta+5F_{2}\ {\xrightarrow {20-100^{o}C}}\ 2TaF_{5}}}}
{\displaystyle {\mathsf {Ta_{2}O_{5}+5F_{2}\ {\xrightarrow {300^{o}C}}\ 2TaF_{5}+5O_{2}}}}
- Действие фторида водорода на тантал или хлорид тантала(V):

{\displaystyle {\mathsf {2Ta+10HF\ {\xrightarrow {250-400^{o}C}}\ 2TaF_{5}+5H_{2}}}}
{\displaystyle {\mathsf {TaCl_{5}+5HF\ {\xrightarrow {100^{o}C}}\ TaF_{5}+5HCl}}}

## Физические свойства
Фторид тантала(V) образует бесцветные кристаллы моноклинной сингонии, пространственная группа C 2/m, параметры ячейки a = 0,964 нм, b = 1,445 нм, c = 0,512 нм, β = 96,3°, Z = 8.
Растворяется в хлороформе, сероуглероде.

## Химические свойства
- Реагирует с водой:

{\displaystyle {\mathsf {2TaF_{5}+5H_{2}O\ {\xrightarrow {100^{o}C}}\ Ta_{2}O_{5}\downarrow +10HF}}}
- Реагирует с концентрированной плавиковой кислотой:

{\displaystyle {\mathsf {TaF_{5}+3HF\ {\xrightarrow {}}\ H_{3}[TaF_{8}]}}}
- Реагирует с щелочами:

{\displaystyle {\mathsf {TaF_{5}+2KOH\ {\xrightarrow {}}\ K_{2}[TaOF_{5}]+H_{2}O}}}
- Реагирует с фторидами щелочных металлов в разбавленной плавиковой кислоте:

{\displaystyle {\mathsf {TaF_{5}+3KF+H_{2}O\ {\xrightarrow {}}\ K_{3}[TaOF_{6}]+2HF}}}
- С фторидами щелочных металлов в концентрированной плавиковой кислоте образует гептафторотанталаты:

{\displaystyle {\mathsf {TaF_{5}+2KF\ {\xrightarrow {}}\ K_{2}[TaF_{7}]}}}